# 经典极限
经典极限（或称对应极限）是物理理论在其某个参数取特定值时能够用经典理论近似，或者说“还原”为经典理论的能力。物理学家通常会考察那些预测非经典行为的物理理论的经典极限。

## 量子理论
尼尔斯·玻尔曾将一个启发式的原理，对应原理，引入量子理论，即从实际效果而言，当普朗克常数对于系统的作用趋近于零时，需要引入量子系统的经典极限这样的连续性表述。通常量子情形向经典情形的过度是由“准经典方法”（如WKB近似）实现的。
更为严格来说，经典极限涉及到的数学操作是群收缩。通过这一操作可以将相关行为不受普朗克常数影响的系统进行近似，使得变换参数ħ/S可取为零。量子力学中的对易算符在群收缩中也可以还原为经典力学中的泊松括号。
在量子力学中，由于不确定性原理，电子的动能永远非零，这一结果在经典力学中并不存在。例如，考察一个相对于电子而言体量非常的物体，如棒球，尽管依据不确定性原理，其确实具有一个非零动量，但由于动能的不确定度相对而言非常之小，以至于在人眼观察时，其可以视为静止，也可以遵循经典力学定律。通常，如果将量子力学原理用于分析宏观系统时，其分析结果与利用经典力学得到的结果相同。但对於量子混沌系统而言，经典极限可能就并不那么清晰了。
量子力学与经典力学的数学表述并不相同：量子力学使用希尔伯特空间表征系统的状态，经典力学则对应地采用相空间进行表征。但存在可以使两种理论在共同的数学框架下表述的方法。量子力学的相空间表述体现了量子力学与经典统计力学之间逻辑与性质上的联系。对应地，伯纳德·库普曼与约翰·冯·诺伊曼曾在1932年提出一种经典力学的表述方式。他们将量子力学中常用的希尔伯特的算符利用于经典力学。
保罗·狄拉克在其1933年发表的一篇重要论文中提出经典力学是量子力学的涌现：非极限情况的宏观行为，即S » ħ时，会导致路径间产生破坏性干涉从而消去他引入的路径积分的影响，产生极限行为，S经典，因而经典行为路径将成为主路径。这一结果后来又由理查德·费曼在其1942年提交的博士学位论文中进一步深化。

## 相对论及其他变换
其他重要的变换包括牛顿力学与狭义相对论之间的变换，其变换参数为v/c。经典极限是在速度较小时取得的，即v/c→0时，系统会遵守经典力学定律。牛顿引力理论与广义相对论也可以进行类似变换，其变换参数为史瓦西半径与特征长度之比。在经典极限情况下，即物体质量与普朗克长度之积远小于其尺寸时，物体会遵守经典引力定律，即平坦时空下的情况。
波动光学也可以变形为几何光学，变换参数为λ/a。统计力学也可以变形为热力学，其变换参数为1/N。